# Zamek w Oporowie
Muzeum Zamek w Oporowie, zamek Oporowskich – zabytkowy zamek we wsi Oporów pod Kutnem.
Ceglany zamek stylu gotyckim wzniesiony w latach 1434–1449 przez biskupa kujawskiego Władysława Oporowskiego.
Dawniej stanowił centrum rozległych dóbr ziemskich rodu Oporowskich herbu Sulima. W 2007 wpisany do Państwowego Rejestru Muzeów.
Zaczątkiem zespołu zamkowego była rycerska wieża mieszkalna, wzniesiona na początku XV w. na sztucznej wyspie, usypanej pośrodku jednej z odnóg rzeki Słudwi. Później powstały mieszkalne budynki otaczające niewielki brukowy dziedziniec, mury obronne oraz półokrągła baszta z kaplicą na piętrze. Nad zamkiem góruje północno-zachodnia narożna wieża ozdobiona gotyckim sztyletem.
Mimo wielu przebudów dokonanych w XVII, XVIII i XIX w. nastąpiły tylko niewielkie zmiany. Pozostały po nich renesansowe stropy, barokowe otwory okienne na piętrze, klasycystyczne sztukaterie. Z około 1840 pochodzi przybudówka na dziedzińcu, tzw. „kredens” oraz neogotycki portal bramy wjazdowej i taras przed mostem. Zamek otacza krajobrazowy park założony w pierwszej połowie XIX w.

## Pierwsza siedziba rodu Oporowskich

### Pierwsi przedstawiciele rodu

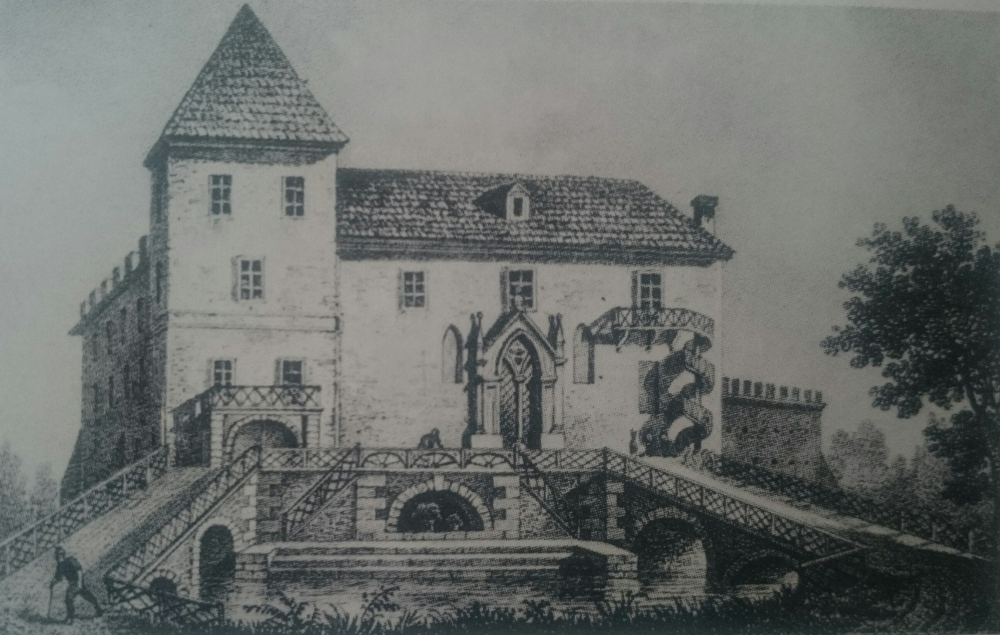
Wizerunek zamku z litografii Wincentego Kasprzyckiego, 1844

Oporów po raz pierwszy wymieniono w źródłach w 1363 roku. Budowę pierwszego dworu około roku 1350 przypisuję się Stefanowi, pierwszemu znanemu przedstawicielowi rodu, który był chorążym i sędzią łęczyckim. Grunty w okolicy Oporowa otrzymał prawdopodobnie od Kazimierza Wielkiego. Syn Stefana – Bogusław (kanonik gnieźnieński i archidiakon) przedstawiał się już w dokumentach jako Bogusław z Oporowa, co może świadczyć o tym, iż miejscowość była już w tym czasie siedzibą rodu.

### Budowa i zniszczenie pierwszego dworu
Dwór powstał prawdopodobnie w połowie XIV wieku Był to drewniany dom mieszkalny, postawiony na kamiennych fundamentach bez użycia zaprawy, o szerokości 18 m (po linii wschód-zachód). Nie ma pewności, czy była to budowla o charakterze obronnym, brak też śladów fosy wokół dworu. Budynek był chroniony w inny sposób, za sprawą położenia – w jego okolicy było wiele podmokłych łąk. Ostatecznie drewniany dwór spłonął w końcu XIV wieku, nie znane są dokładne przyczyny jego zniszczenia.

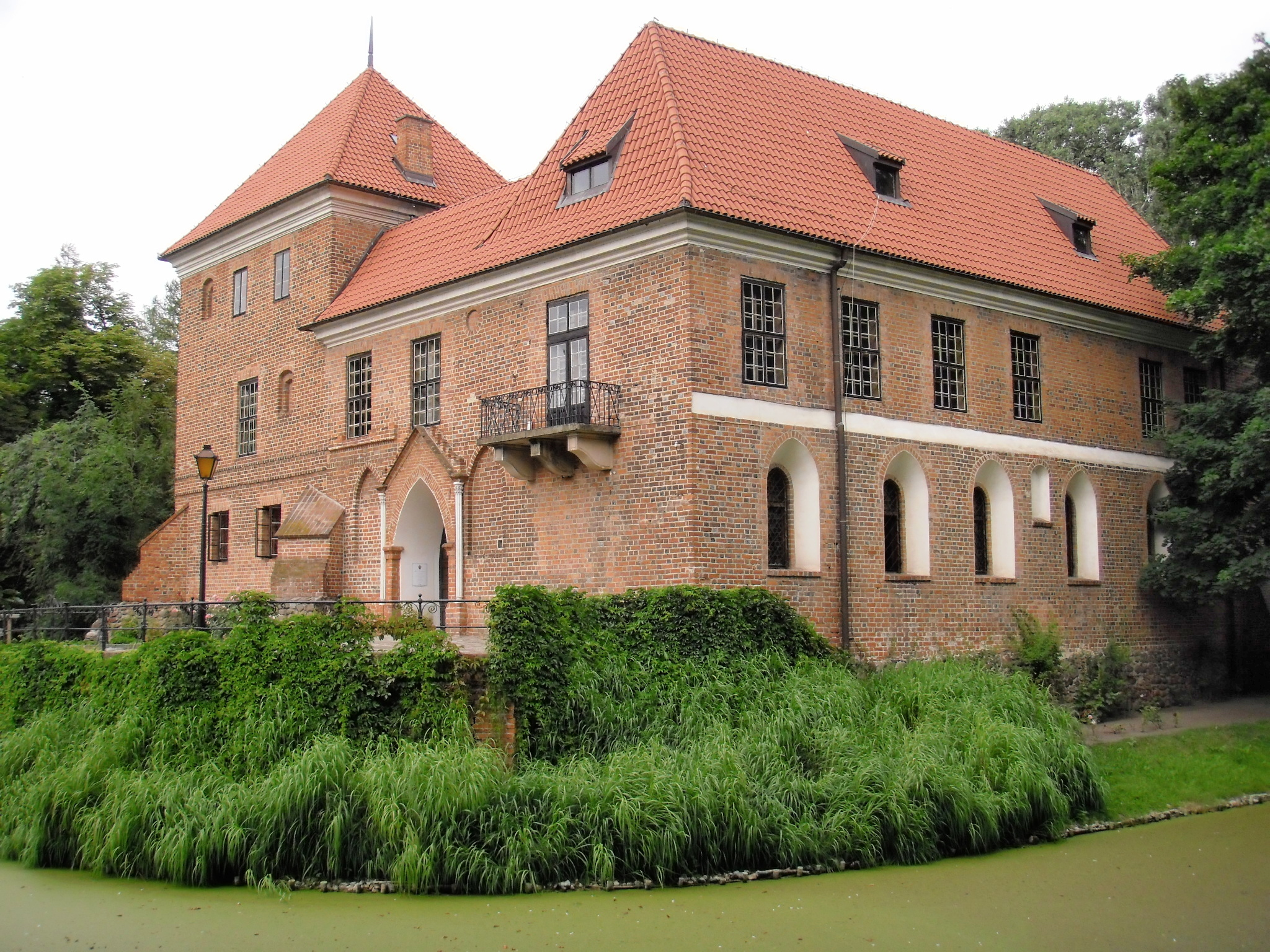
Zamek od strony południowo-zachodniej

### Nowy i okazalszy dwór

#### Budowa i wygląd
Powstanie budowli przypisuje Mikołajowi Oporowskiemu, który już w 1392 roku pełnił ważny urząd, był podczaszym łęczyckim. Kolejny dwór także wybudowano z drewna (w miejscu, gdzie obecnie stoi tzw. domek szwajcarski), jednakże był on znacznie większy, posadowiony na szerszym fundamencie, a także podniesiony (około 0,8 m powyżej gruntu), by zapobiec dostawaniu się wilgoci do budynku. Szerokość budynku wyniosła 8 m, a wokół ustawiono drewniany plot, poza tym nie znaleziono śladów charakteru obronnego budowli. Dwór posiadał prawdopodobnie dwie kondygnacje naziemne oraz ogromny piec centralnego ogrzewania, zwany hypocaustum. Podobne piece posiadały później również pobliski kościół i klasztor. Budowa takiego pieca była w owym czasie bardzo kosztowna.
Dokument z 1428 roku potwierdza istnienie „curie” z zabudowaniami gospodarczymi i ogrodem. Owa curia stanowiła w tym czasie reprezentacyjną, okazałą siedzibę.

#### Dalsze losy
W budynku tym mieszkali również goście Oporowskich, a w późniejszych latach także służba. Dwór funkcjonował, gdy stał już zamek. Mogli tam przebywać goście Władysława Oporowskiego – arcybiskupa gnieźnieńskiego, który miał wokół siebie liczne grono duchownych, orszak zbrojny, krewnych oraz urzędników i służbę.

## Budowa zamku

### Pierwsze fortalicium
Wzmianki o fortalicji w Oporowie pojawiały się w latach 1425, 1428 i 1428. Utożsamiana jest ona z wieżą mieszkalną, wybudowaną zapewne dzięki staraniom Mikołaja Oporowskiego. Był to budynek o wymiarach 8,3 na 9,6 m. Posiadał trzy kondygnacje, położony na wyspie (około 2 m niżej niż obecny teren wyspy zamkowej), otoczonej fosą, stał opodal dworu Oporowskich. Do budowy niższych partii użyto kamienia, a do wyższych cegły. Nie ma śladów po przyporach we wschodniej części obiektu, co ma świadczyć o tym, iż od początku planowano budowę większego założenia, jakim był zamek. Wejście do wieży usytuowano około 2 m nad otaczającym terenem i można się tam było dostać zapewne po drabinie. Według klasyfikacji Leszka Kajzera, budowla ta miała charakter obronny, o tradycyjnych cechach, zbliżonych do drewnianych wolnostojących wież mieszkalnych.

### Pierwsza faza budowy
Nie jest pewne, czy pozostałe części zamku zaczęto budować już za życia Mikołaja Oporowskiego, który w ostatnich latach życia (czyli prawdopodobnie w czasie budowy zamku) pełnił urząd wojewody łęczyckiego. Za jego życia wybudowano oprócz wieży także zewnętrzne mury na wysokość przyziemia oraz studnię. Mury w części północno-wschodniej wyspy nie zostały przewiązane, bo grunt w tym miejscu był podmokły. Ponadto w części południowej zagęszczono grunt, stosując palowanie, by polepszyć statykę murów. Konstrukcje te zostały przysypane gliną, a na nich ułożono bruk kamienny. Później miał zostać wybudowany dom zamkowy, o wymiarach 9 m na 30,5 m. Miał on być usadowiony od wschodu, lecz wybudowano go na południu wyspy zamkowej. Prawdopodobnie śmierć Mikołaja Oporowskiego przerwała prace przy budowie zamku.

### Powstanie zamku z inicjatywy biskupa włocławskiego
Zamek wybudowano w całości za czasów Władysława Oporowskiego, najwybitniejszego przedstawiciela rodu i jednego z najznamienitszych dyplomatów swej epoki. Pełnił urząd podkanclerzego koronnego na dworze Władysława Jagiełły, następnie biskupa włocławskiego, a potem także arcybiskupa gnieźnieńskiego i prymasa Polski, dzięki czemu miał fundusze na stworzenie okazałej budowli w swym rodzinnym mieście (Oporów miał już wtedy prawa miejskie). Budowa wymienianego w ówczesnych źródłach „castrum” trwała w latach 30. i 40. XV wieku, przez kilkanaście lat. Władysław w 1428 roku zobowiązał się do wybudowania zamku (a dokładniej, do „obmurowania rodzinnej siedziby”), zgodnie z ugodą, zawartą między swoim braćmi, czyli synami Mikołaja Oporowskiego w 1428 roku. Po śmierci ojca pierwotna budowla przypadła jego żonie, Krystynie, która nie była w stanie kontynuować prac, gdyż nie miała odpowiednich funduszy. Niedługo potem podzielono majątek między braci. Piotr Oporowski otrzymał rodzinną miejscowość i mógł doglądać budowy zamku, którą z kościelnej kasy fundował jego brat, Władysław. Wybudowanie zamku stanowiło okazję do podkreślenia świetności rodu. Według historyków sztuki, arcybiskup naśladował prawdopodobnie Zbigniewa Oleśnickiego, biskupa krakowskiego i kardynała, konkurenta Oporowskiego, który wybudował podobny zamek w Pińczowie.

### Zmiana koncepcji budowy zamku
Wymiary domu zamkowego zostały zmniejszone (8 m na 25 m), wyglądał on bardziej jak późnogotycki pałac niż typowy dom zamkowy. Cały obiekt miał charakter rezydencjonalno-reprezentacyjny, z funkcją obronną w dalszej kolejności. Ponadto, ów dom zamkowy usytuowano po stronie południowej, a nie wschodniej. Okna poszerzono, więc nie mogły służyć jako strzelnice w razie konieczności obrony, ale zamek był lepiej doświetlony. Badania architektoniczne sugerują, że zewnętrzne narożniki pałacu mogły zostać wzmocnione dodatkowymi przyporami, skierowanymi pod kątem prostym do budynku, podobnie, jak dawny Choczu. Kolejne części założenia zamkowego wybudowano i ukończono także w czasach Władysława Oporowskiego, o czym informowała płyta fundacyjna, nie zachowana do dzisiaj.

### Wygląd pierwotnego obiektu

#### Wejście do budynku i wygląd ogólny
Do budynku można się było się dostać przez wejście na parterze, a na kolejne piętra przez klatkę schodową i drewniany podest, dzięki któremu można było udać się do kaplicy w baszcie, do czworobocznej wieży nad budynkiem bramnym oraz na koronę murów. Część wschodnia parterowego domu zamkowego zawierała sześć okien od strony dziedzińca (który był położony około 2 m niżej niż w XXI wieku), a także jedno na południe. Owa część wschodnia parteru posiadała także sklepienia, pozostałe pomieszczenia przykryto stropami. Na wyższych kondygnacjach okna wychodziły już tylko na zewnętrzną – południową stronę budynku.

#### Apartament arcybiskupa

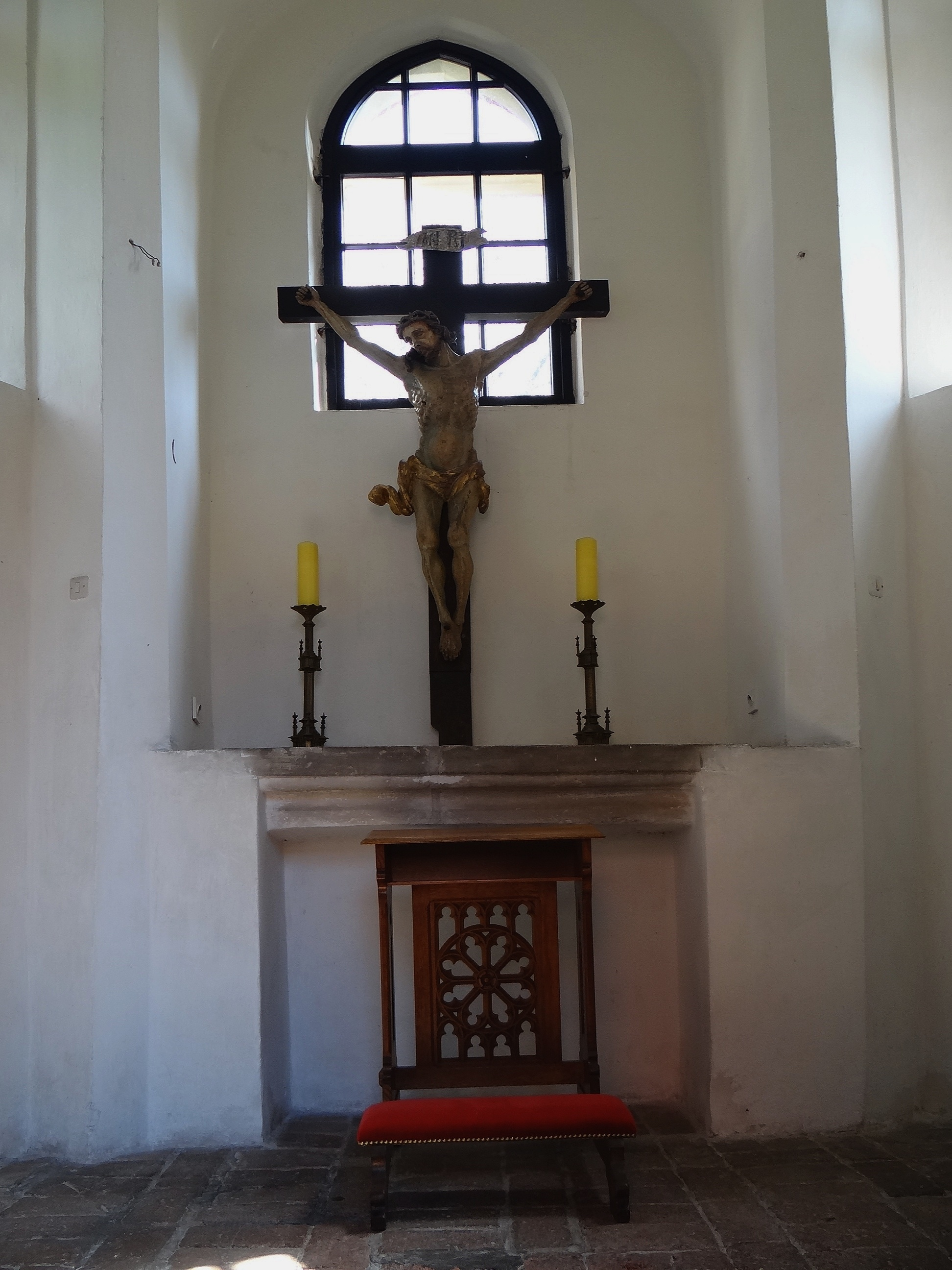
Wnętrze kaplicy zamkowej.

Apartament Władysława Oporowskiego znajdował się na drugim piętrze, w części wschodniej. Świadczy o tym między innymi pozostałość po locus secretus w postaci wystającego poza mur dużego kamienia. Podobne konstrukcje zachowały się w innych zamkach, choćby w Sierakowie czy Ząbkowicach Śląskich. W zamkach krzyżackich budowano natomiast specjalne wieże kloaczne, zwane danskerami.

#### Kaplica zamkowa
Kaplicę umieszczono w baszcie (na rzucie półelipsy, o szerokości 5,5 m) po wschodniej stronie muru obwodowego, na wysokości drugiej kondygnacji. Kaplica została przykryta sklepieniem krzyżowo-żebrowym z trójpromieniem, a na zworniku umieszczono herb Sulima. Przy ścianie gotyckiej zbudowano mensę ołtarzową. Całość była oświetlona dzięki trzem wąskim, ostrołukowym oknom. Przedsionek tego pomieszczenia posiadał od strony dziedzińca szeroką, ostrołukową arkadę. Wejście do kaplicy ozdobione było przez portal z piaskowca i zawieszony nań herb Sulima, a także infułę biskupią, pastorał i trzy lilie z herbem arcybiskupstwa gnieźnieńskiego. Pod kaplicą wydzielono komorę z trzema strzelnicami, które umożliwiały ostrzał we wszystkie strony oprócz zachodniej.

#### Inne budynki, most i fosa
Drugi budynek – drewniany, zbudowano po drugiej stronie dziedzińca, równolegle do domu mieszkalnego (zamkowego). Był on co najmniej dwukondygnacyjny, z pomieszczeniami gospodarczymi na parterze i wyżej – mieszkalnymi, prawdopodobnie wydzielonymi dla załogi i służby zamkowej. Wewnątrz znajdowała się studnia (z pierwszej fazy budowy zamku), opodal był także ogromny piec grzewczy typu hypocaustum.
Most nad fosą był także drewniany, prowadzący do budynku bramnego, wystającego z murów zamkowych. Obok wydzielono pomieszczenie dla odźwiernego lub straży.

## Historia zamku i jego właścicieli

### Dalsze losy Oporowskich
Oporowscy byli związani z wsią od jej początku, bo jak wiadomo, pierwsza wzmianka o wsi padła w 1363 roku. Dziedzic Oporowa, Bogusław (kanonik i archidiakon gnieźnieński), syn Stefana, „pojawił się jako świadek na dokumencie wystawionym przez Kazimierza Wielkiego”. To właśnie z ojcem Bogusława, Stefanem (chorążym i sędzią łęczyckim), łączy się wybudowanie pierwszego dworu Oporowskich. Z kolei Bogusław pojawił się też jako scholastyk w dokumencie notarialnym z 1376 i w 1396, w dokumencie wydanym przez arcybiskupa Dobrogosta. Miasto miało zostać założone na gruntach dawnej wsi. Autorzy nie są zgodni co do tego, kiedy założony „pierwotny” Oporów, mogło to być przed połową XII stulecia, lub też później.
Kolejne siedziby rodowe wznosili już najznamienitsi przedstawiciele rodziny. Mikołaj Oporowski był bratankiem i spadkobiercą Bogusława, synem Włodzimierza (podstolego i sędziego łęczyckiego). Za jego życia powstała prawdopodobnie jedynie wieża zamkowa. Budowę rezydencji rodzinnej dokończył Władysław Oporowski. Karierę w duchowieństwie zaczynał po studiach na uniwersytetach w Wiedniu i Bolonii od funkcji kanonika wrocławskiego, by w 1428 zostać podkanclerzym koronnym, a w 1449 – arcybiskupem gnieźnieńskim i prymasem Polski.

### Sołłohubowie
W 1725 roku w posiadanie zamku wszedł Jan Sołłohub herbu Prawdzic, nabywszy dobra oporowskie za 41550 zł polskich (AGAD, ŁGRel. 244A, k. 443v) od Michała Stanisława Tarnowskiego, kasztelana sieradzkiego, który pozbył się części swych ziem po 11 latach od ich nabycia, ze względu na ich zadłużenie. Nowy właściciel był podkomorzym gostynińskim, następnie podskarbim wielkim litewskim i wojewodą brzesko-litewskim. Jan Sołłohub był przedstawicielem rodziny szlachty litewskiej, pierwszym z rodu, który osiadł na Mazowszu. Według Marcina Matuszewicza, wyglądał następująco: „z ojca swego był małej substancji, szlachcic żmudzki, człek serca mężnego, w naukach nie był biegły, a rozumu naturalnego czystego".
Do 1740 roku dobrami oporowskimi władał Jan Sołłohub, kiedy to przekazał część majątku synom z małżeństwa z Heleną Szamowską – Józefowi, staroście sannickiemu oraz Antoniemu, staroście jezierzyskiemu. Józef od 1748 tytułował się kasztelanem witebskim, a od 1752 – wojewodą witebskim. W 1737 wziął ślub z Antoniną Teresą Ogińską, córką Karola, starosty dorsuńskiego. Córki Jana nie uczestniczyły w podziale majątku, a były to: Anna (zm. 1756), małżonka Tomasza Szczawińskiego, starosty gąbińskiego oraz Katarzyna (1708-1778), od 1729 w klasztorze benedyktynek.
Akt ten określono jako zapis „dyspozycyjny i dokumentacyjny”, do ksiąg miejskich w Grodnie wniesiony 15 marca 1740. Dobra koronne Sołłohubów miały w tym czasie wartość około 300000 zł polskich, zarządzał nimi Józef, natomiast Antoni otrzymał ziemie na Litwie. Majątek był oddłużony, co stało się dzięki działaniom Jana Sołłohuba, podczas jego władania okolicznymi terenami.
Po śmierci Jana Sołłohuba w 1748, dwaj bracia zdecydowali o innym podziale ziem, niż ten, o którym zdecydował ich ojciec. Każdy z nich wziął część terenów zarówno z terenu Korony, jak i z Litwy. Dla zachowania zasady równego działu, Józef miał wypłacić Antoniemu 10272 zł polskich 10 gr. Józef Sołłohub dążył do zwiększania majątku, w 1752 nabył wieś Wola Owsiana, w 1754 „dwie części” w Żychlinie, natomiast w 1762 – Dobrzewy. W 1777 roku kupił ostatni swój nabytek – wsie Świechów i Kurów.
Przeprowadzono także w tym czasie remont kościoła i klasztora w Oporowie, co pozwala sądzić, że dokonano w tym okresie również renowacji zamku. Powstał budynek w bramnej części zamku, łączący komnatę wieży zachodniej z komnatami domu mieszkalnego. Zlikwidowano most zwodzony, w miejsce którego powstał zapewne nasyp ziemny, połączony mostem stałym z przeciwległym brzegiem fosy. Miały zostać wtedy powiększone otwory okienne na piętrze, zamurowano arkadę ostrołukową w przedsionku kaplicy, by zamontować tam nieduże okno. Prawdopodobnie rozebrano wtedy również budynek dobudowany przez Tarnowskich, ponadto wzniesiono fundament pod schody, prowadzące do ganku na piętro.
W 1781 roku, w akcie darowizny, dobra oporowskie otrzymał Jan Sołłohub, pułkownik i bratanek Józefa. Jan już po kilku dniach od nabycia majątku zastawił go, w 1786 roku ów majątek przejął posesor zastawny, Adam Wodzyński – łowczy orłowski, który władał Oporowem do około 1790 roku. W 1792 roku dobra oporowskie przeszły w posiadanie Kajetana Korzeniowskiego herbu Lis, pisarza litewskiego.

### Kolejni właściciele
Kajetan Korzeniowski herbu Lis nabył Oporów i okoliczne ziemie w 1792 roku za 384000 zł polskich. W kilka lat cały teren przejęła jego córka, Anna, w 1796 wyszła za mąż w miejscowym kościele za Aleksandra Pocieja, Oboźnego Wielkiego Litewskiego. Pociejowie przebywali prawdopodobnie na zamku, o czym świadczy choćby zapis w księdze parafialnej informacji o śmierci ich syna, Alturnusa. Anna zmarła w 1815, przez kolejne 11 lat (do 1826) majątkiem dysponował jej mąż, który opiekował się także ich dziećmi: Idalią i Teodorem. Ów syn – Teodor Pociej (1801-1856) sprzedał oporowskie ziemie Petroneli Oborskiej z Ossowskich (zm. 1832), wdowie po kasztelanie ciechanowskim.
Za czasów Pociejów prace remontowe zostały najprawdopodobniej przeprowadzone na piętrze, włącznie ze zmianą wystroju na modny w owym czasie klasycyzm. Z tego okresu mogły pochodzić resztki tynków, pokrywające do 1962 roku część elewacji zamku oraz kanelowane pilastry, nałożone na gotyckie arkadowanie zachodniej elewacji baszty, które łączyło kamienne kroksztyny. W tym czasie przebywał w Oporowie mistrz murarski z warszawy, Marcin Lewicki, zmarł on z powodu „oberwania”.
Petronela Oborska niedługo po zakupie majątku wzięła pożyczkę na 100000 zł polskich, zdaniem Grażyny Kin-Rzymkowskiej, była ona przeznaczona na remont zamku, o którym pisał już W.H. Gawarecki w 1844 roku. Wspomniał o naprawie wieży, która „...cała prawie część spodnia murów wieży zapadła się w ziemię, i z tego powodu nową wieżę pomurowano, co dotąd znać widoczne”. Piwnica stała się znacznie płytsza, pokryto ją sklepieniem żagielkowym na gurtach, zniknęły „obszerne lochy”. Być może wzmocniono w tym czasie również mury zamku, przez dostawienie dwóch skarp narożnych w dwóch narożnikach i przesklepienie dwóch piwnic domu mieszkalnego, podobnie, jak w wieży.
Po śmierci matki, majątkiem dysponował jej syn, Aleksander Oborski, były pułkownik wojsk polskich, oddawszy dobra oporowskie w dzierżawę. Zamek i okolice przejął w roku 1839 Tomasz Orsetii (1798-1851) herbu Złotokłos, wraz z małżonką, Aleksandrą z Linowskich (1811-1854). Tomasz wykupywał zadłużone ziemie oporowskie, już w 1834 był współwłaścicielem majątku.

## Legendy
Władysław Oporowski miał ponoć wybudować podziemne, ukryte przejście z zamku do pobliskiego klasztoru oo. Paulinów. Po latach miała je odkryć oporowska kasztelanka, która była zakochana w miejscowym przeorze. W tunelu miało dochodzić do spotkań kochanków, lecz pewnego razu owo przejście zawaliło się, grzebiąc na zawsze zakochanych. Nie jest jasne, czy było to spowodowane gniewem Bożym, czy też mężowskim. Według legend, do dziś można usłyszeć jęki nieszczęsnych kochanków, dochodzących zza kaplicy zamkowej. Duchy zmarłych mają też pojawiać się przy murach zamku oraz przechadzać się po korytarzach klasztoru. Pamiątką po owym zdarzeniu jest głaz, leżący na tak zwanym zapłociu. Legenda panny i jej kochanka nadal jest żywa, bo w 2010 roku zamkowy monitoring miał zarejestrować tu tajemnicze zjawiska. Stało się to 15 lipca 2010 roku, kiedy to o 3 nad ranem zamkową kaplicę wypełniła tajemnicza i pulsująca poświata. Ponadto zarejestrowano krążący po podłodze promień i białe obiekty, włączył się też alarm. Niecały tydzień później (20 lipca) sytuacja się powtórzyła. Nagranie umieszczono w serwisie YouTube .
Znana jest też legenda o tak zwanej „Białej Damie”. Miała nią być kasztelanka Barbara Tarnowska, żyjąca na zamku w XVII wieku. Jeden z jej sług miał na łożu śmierci nawrócić się na katolicyzm. Kasztelanka kazała pobić kapłana, zdążającego do umierającego sługi. Ksiądz zmarł, a oo.Paulini przegrali proces z Barbara Tarnowską, lecz i tak spotkała ją kara, a jej duch ponoć nadal błądzi i cierpi męki .
Z kolei późniejszy właściciel oporowskich dóbr, szlachcic litewski Józef Sołłohub, jest związany z inną legendą. Miał on zaprzedać duszę diabłu w zamian za bogactwa. W czasie panowania Sołłohuba odbywały się liczne i huczne bale, polowania i uczty, pełne wytrawnych dań i przepychu. O ich skali opowiadano ponoć przez długie lata, co mogło dać asumpt do stworzenia tej barwnej legendy.

## Zamek współcześnie
Od roku 1949 na zamku mieści się również muzeum, w którym przedstawione są zbiory z różnych epok, gromadzone, przez wiele lat. Niewielka część z nich dotyczy bezpośrednio byłych właścicieli zamku (to głównie obrazy i inne cenne przedmioty). Większość ze zbiorów także udostępniona dla zwiedzających.

### Informacje ogólne
Zamek jest położony we wschodniej części wsi Oporów (i w najniższym miejscu miejscowości), otoczony 10-hektarowym parkiem krajobrazowym. Obiekt ma wymiary 25 na 30 m, położony jest na wyspie o kształcie nieregularnego czworoboku, umocnioną kamieniami polnymi, ponadto otoczoną fosą, nad którą jest murowany most. Dom zamkowy stoi od południa, połączony z kwadratową wieżą budynkiem bramnym. We wschodniej zamku części jest baszta z kaplicą. Wznosi się ona dołem na rzucie półelipsy, a górą sześcioboku. Wewnątrz jest niewielkie dziedziniec, zamknięty przez budynki i mury obwodowe.
Zamek wzniesiono z cegły, którą także uzupełniono i zamurowano wszelkie ubytki. Mury zewnętrzne poza budynkiem bramnym nie posiadają wyprawy tynkowej. Mury są również zwieńczone profilowanym gzymsem, a wygląd muru ceglanego uzupełniono zendrówkami, tworzącymi wzory w kształcie rombowym (od południa) i zygzaka (od północy).
Zamek był całościowo badany w latach 1962-1965, kiedy to przeprowadzono także prace konserwatorskie i remontowe. Zostały one poprzedzone badaniami archeologicznymi z roku 1957. Ponowne badania wykonywano w latach 1984-2000, a szczegóły tych prac przedstawiono w monografii autorstwa Janusza Tomali, z 2002 roku.

### Dom mieszkalny

#### Opis
To budynek jednopiętrowy, jednotraktowy oraz podpiwniczony, o planie wydłużonego, zniekształconego prostokąta (w połowie następuje niewielkie załamanie), o wymiarach 8 na 25 m.
Piwnice płytkie (2,25m wysokości), przykryte są kolebkowym sklepieniem we wschodniej części, a w pozostałej – żagielkowym na gurtach. Oświetlane są przez 3 okna wychodzące na dziedziniec (na północ) i jedno w stronę wschodnią. Do piwnicy prowadzi od wschodu wejście przez wąską, jednobiegową klatkę schodową (przedsionek w grubości muru), nakrytą sklepieniem odcinkowym.
Na parterze, od strony wschodniej, położony jest tak zwany skarbczyk. To pomieszczenie posiada sklepienie krzyżowo-żebrowe, rozwidlone strzałowo, z płaskimi zwornikami w miejscach skrzyżowań żeber. Natomiast same żebra są uformowane w tynku i wyprowadzone wprost ze ściany, nisko, nad posadzką. Posiadają wydatny profil o okoruj jednowklęsłym, z dwoma wałkami, zakończonymi prostokątnie. Pozostałe izby parteru, wraz z piętrem są przykryte przez stropy drewniane, ozdobione renesansową dekoracją malarską z elementami wici roślinnych (odsłonięte w latach 60. XX wieku, podczas prac remontowych).
Od strony dziedzińca wejścia do parteru i na piętro zdobią zrekonstruowane ceglane ostrołukowe portale. Na mur obwodowy można dostać się poprzez drewniany ganek, z dużej sali na piętrze.
Na piętrze nie zachowały się duże, gotyckie otwory okienne, zniszczone przebudową zamku w XVIII wieku. Pozostał ich pierwotny układ, akcentujący wewnętrzny podział domu, który był różny na obu kondygnacjach.
Otwory drzwiowe położone są od strony dziedzińca. Na osi budynku widoczny jest skromny ceglany portal, który wiedzie do pomieszczeń domu zamkowego. Otwór drzwiowy jest zasklepiony łukiem odcinkowym i ujmuje wklęsłe obramienie z formowanej cegły, które pozostaje zamknięte w nadprożu ostrołukiem. Inny natomiast jest portal na piętrze. Otwór drzwiowy jest tym razem obwiedziony wałkiem, posiada sfazowane węgary, ma obramienie o profilu wklęsłym, zwieńczone w nadprożu łukiem, przerwanym schodkowym uskokiem. Otwór ten prowadzi z dużej Sali na ganek drewniany, który łączy część mieszkalną z kaplicą. Belki wspierające ganek są osadzone w pionowych, rytmicznie rozmieszczonych wrębach muru. Całość nakrywa przedłużona połać dachu, wsparta na drewnianych słupach. Pierwotnie, wejście z dziedzińca na piętro wiodło po drewnianych schodach, które znajdowały się na wprost dużej sali.

#### Badania
Podczas badań domu mieszkalnego, stwierdzono jego etapowość powstawania – najpierw powstawała ściana zachodnia, potem południowa i wschodnia. Wraz ze ścianą północną powstał cały dom zamkowy. Od strony południowej (fosy) wzmocniono grunt drewnianymi palami i deskami, przykryto gliną i ułożono bruk kamienny. Narożniki domu także skarpami, także by wzmocnić konstrukcję nośną. Przybudówka o szerokości 5 m, dostawiona w początkach zamku do budynku została rozebrana prawdopodobnie jeszcze za czasów Oporowskich, pod koniec XV wieku.
Obecne piwnice stanowiły w dawnych czasach parter domu zamkowego, do którego wchodziło się poprzez klatkę schodową i drewniany ganek. Z podestu można było dostać się wyżej, na kolejne piętro i mury. Wybudowanie klatki schodowej spowodowało pogrubienie murów i tym samym, przerwanie jednolitej linii budynku.
Dziedziniec podwyższono prawdopodobnie za czasów Tarnowskich, w XVI wieku. Potwierdzają to badania, podczas których w gruzie ceglanym nad brukiem kamiennym, opasującym zamek, odkryto dwa szelągi Jana Kazimierza. Za czasów Sołłohubów dziedziniec podwyższono zapewne do poziomu odpowiadającemu współczesnemu oraz wybudowano schody murowane, które prowadziły na piętro.

### Wieża czworoboczna
Ma wymiary 8,3 na 9,6 m; stanowi najstarszą część założenia zamkowego. Jest również podpiwniczona, posiada trzy kondygnacje naziemne. Piwnice przykryte sklepieniem żagielkowym na gurtach, a parter – sklepieniem kolebkowym z parami dwuspadowo podciętych lunet. Piętra przykryte są podobnie, jak większa część parteru domku zamkowego, stropami, na pierwszym piętrze ozdobione renesansową polichromią z elementami wici roślinnych i rozet.
Budynek jest oświetlony przez duże prostokątne okna, dwa na parterze i pierwszym piętrze oraz cztery na drugim piętrze. Wieżę przykrywa dach namiotowy.
Wejście do piwnicy od strony dziedzińca obudowane prostokątną przybudówką, nakrytą pulpitowym daszkiem. Na wyższe piętra wieży można się dostać przez wspólne dla domu i wieży schody drewniane. Na drugie piętro prowadzą wąskie, metalowe schody (wydzielony ciąg komunikacyjny). Niegdyś na piętra wieży i bramny odcinek muru można było wejść, używając drabiny lub drewnianych schodów. Otwory te zostały zamurowane w 1962 roku. Wspornik w elewacji północnej wieży, przy narożniku muru obwodowego, to pozostałość po latrynie.
Obok wieży, od strony północnej, jest budynek zawierający dwie kondygnacje, zwany kredensem. Mieszczą się tam toalety, a na piętrze magazyn. Zachodnia elewacja kredensu posiada wysoką, półkolistą i arkadową imitację zamurowanego wjazdu, z wąskim i rozglifowanym do wnętrza otworem strzelniczym. Schody umożliwiające wyjście z budynku poprzez ganek straży, rozebrano w 1962.

#### Badania
Fundamenty wieży wzniesiono jedynie z kamieni eratycznych, układanych warstwowo, na zaprawie wapiennej. Prawdopodobnie nie było w tym czasie jeszcze użytej cegły. Teren dziedzińca był niegdyś o około 2 m niższy niż obecnie, został podwyższony po potopie szwedzkim. Pierwotnie w całej wieży występowały tylko stropy, sklepienia dobudowano na przełomie XVIII i XIX wieku. Komunikację pionową miały zapewniać drewniane schody, dostawione do jej wschodniej elewacji. Otwory drzwiowe umożliwiały wejście na górne kondygnacje, zostały one zamurowane. Ślad po pierwszym widoczny jest na fotografii zamku z czadów remontu w latach 60. XX wieku. Drugi otwór znajdował się od strony południowej, jako wyjście na mur obwodowy.

### Budynek bramny
Łączy dom mieszkalny i wieżę czworoboczną. Mieści się w nim się przejazdowa oraz klatka schodowa z dwubiegowymi łamanymi schodami, ich górny bieg jest załamany zabiegowo. Na piętrze budynku bramnego mieści się salonik z korytarzem, z czterema oknami w kształcie prostokąta, po dwie od wschodu i zachodu. Wjazd do zamku przebudowano w 1840 roku. Obecnie zwieńczony jest ostrym łukiem, obramionym dwoma kolumienkami, które podtrzymują trójkątne zwieńczenie. Ponadto, po bokach zachowane zostały dwie ostrołukowe blendy, stanowią one prawdopodobnie relikt pierwotnego ukształtowania wjazdu.

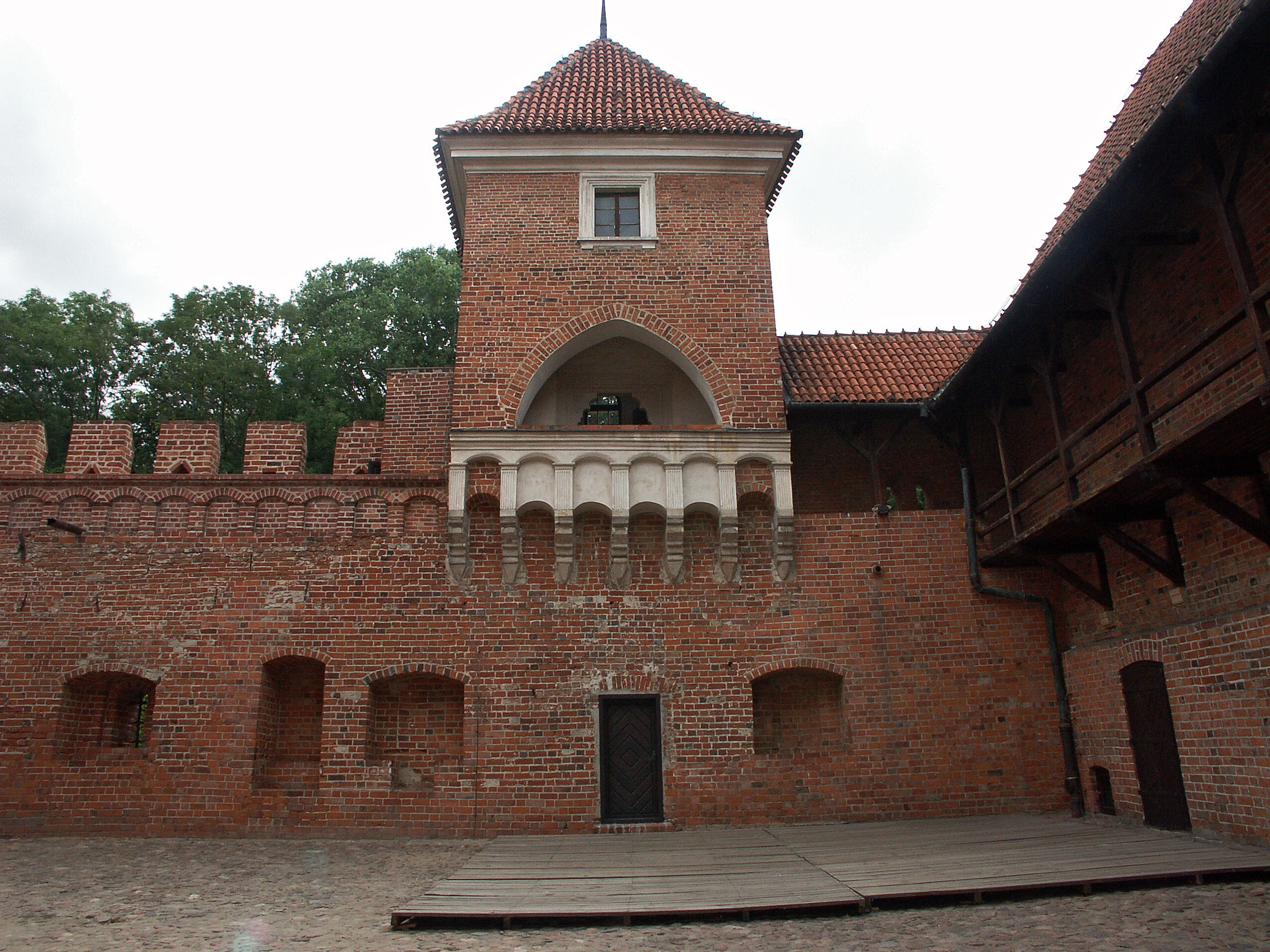
Widok z dziedzińca na basztę wschodnią

### Baszta wschodnia
Ma trzy kondygnacje, wybudowana została na rzucie półelipsy o średnicy 5,5 m, od połowy szerokości sześcioboczna. Od strony fosy baszta wsparta (nadwieszona) jest na kamiennych, profilowanych wspornikach. Arkadowanie, niosące zachodnią ścianę wieży, wykonane jest na wspornikach z piaskowca. W dolnej części wieży są komory strzelnicze, na dwóch kondygnacjach. Występują one na planie nieregularnych sześcioboków, sklepione są spłaszczoną kolebką na łuku odcinkowym. Trzy otwory strzelnicze kształtu wydłużonego prostokąta na każdej z kondygnacji rozglifione są do wnętrza, umożliwiały one ostrzał wzdłuż kurtyn i na wprost. W górnej komorze dwie strzelnice zostały poszerzone. Wejście do dolnej komory znajduje się od strony dziedzińca, natomiast do górnej przez schody w murze obwodowym, na odcinku przedsionka tablicy.
Na piętrze wieży znajduje się kaplica zamkowa, istniejąca od początku budowli, o czym świadczy choćby herb Sulima, zachowany na zworniku. Kaplica posiada sklepienie krzyżowo-żebrowe. Trzy wąsie, ostrołukowe okna oświetlają wnętrze kaplicy. Przy ścianie wschodniej znajduje się mensa ołtarzowa z cegły gotyckiej. Przedsionek prowadzący do kaplicy przykrywa sklepienie kolebkowe z lunetami, stykającymi się w kluczu. Arkada przedsionek jest szeroka, ostrołukowa i otwarta na dziedziniec. Wejście do kaplicy zawiera, oprócz herbu Sulima, także infułę biskupią, pastorał (częściowo zachowany) oraz trzy lilie z herbu gnieźnieńskiego arcybiskupstwa. Nad przedsionkiem, w poddaszu, znajduje się pomieszczenie niewielkich rozmiarów, z niewielkim oknem z profilowanym obramieniem z XIX wieku. Portal kaplicy był niegdyś polichromowany czerwienią żelazową ze spoiwem białkowym, najprawdopodobniej glutynowym. Wykonany jest z piaskowca kwarcytowego, drobnookruchowego, barwy szarej, z czternastu ciosów kamiennych, połączonych zaprawą kamienną.

### Mur obwodowy
Posiada grubość 1,7 m. Jedynie w baszcie wschodniej pozostały otwory oryginalne, pozostałe zostały zrekonstruowane. Tynkowany pas wgłębny biegnie na zewnątrz – u nasady blankowań. Wewnętrzną część ganku zdobi arkadowy fryz z lat 40. XIX wieku. W latach 1962–1965 zrekonstruowano odcinek muru między basztą wschodnią, a domem mieszkalnym. Jest on nakryty jednospadowym dachem i zawiera dwa prostokątne okna. Komory strzelnicze (o wysokości 1,1-1,5 m) są w większości zamurowane, tylko dwie z sześciu mają niezamurowane otwory, położone są od wschodu. W elewacji wschodniej odsłonięty jest mocno rozglifiony do zewnątrz otwór okienny.
Mury zbadano dzięki pracom wykopaliskowym w latach 80. i 90. XX wieku, po wcześniejszych, mniej dokładnych badaniach z lat 50. i 60. Badania potwierdziły, że także mur obwodowy zbudowano na fundamencie z kamieni eratycznych, gruzu ceglanego, na zaprawie wapiennej, podobnie, jak dom zamkowy. W partii naziemnej przewiązano narożniki obwodu północnego i wschodniego. Mur posiadał dwie odsadzki od strony dziedzińca, a jedną od północy. Odkryto ponadto trzy otwory okienne w części wschodniej muru. W murach obwodowych zachowały się ślady strzępi, co świadczy to o planowanej budowie domu zamkowego na wschodzie (od której odstąpiono podczas budowy zamku za czasów Władysława Oporowskiego, w połowie XV wieku). Od strony północnej wybudowano także walcowaty obiekt, który należy odbierać jako studnię. Gdy zmieniono koncepcję budowy domu zamkowego, studnię obudowano drewnianym budynkiem, który mieścił także ogromny piec typu hypocaustum. W czasach panowania na zamku Tarnowskich wybudowano na słabym jakościowo fundamencie budynek, być może murowany, o wymiarach 10x17 m, postawiony w północnej części dziedzińca. Otwory strzelnicze od strony północnej poszerzono do rozmiarów dużych otworów okiennych. Świadczą o tym zarówno obserwacje archeologiczno-architektoniczne, jak i litografia z 1840 roku. Budynek ten rozebrano prawdopodobnie jeszcze przed przejęciem zamku przez rodzinę Orsettich.

### Dziedziniec
Ma wymiary maksymalne 15 na 20 m. Jest wybrukowany kamieniem polnym, ponadto nachylony do środka, gdzie znajduje się obecnie studzienka kanalizacyjna.

### Przedzamcze
Domek szwajcarski ma wymiary 12,1 na 16,8 m; jest zlokalizowany od północy, okolony gankiem. Pierwotną, drewnianą część parteru budynku wyremontowano w latach 70. XX wieku z użyciem cegły. W podziemiach domku szwajcarskiego znajduje się między innymi duża sala, sklepiona kolebkowo, z posadzką ceglaną. Zarówno ściany, jak i sklepienia zostały wzniesione w układzie główkowym.
W budynku, który obecnie pełni funkcję hotelu, był niegdyś magazyn muzeum. W latach 90. XX wieku został odrestaurowany, by dostosować go do obecnej funkcji.
To teren wokół zamku, obecnie między tak zwanym domkiem szwajcarskim, a budynkiem, który pełni funkcję hotelu. Były tam niegdyś stajnie, magazyny, mieszkania dla czeladzi i inne budynki gospodarcze. Podczas badań archeologicznych, w 1982 roku, natrafiono na relikt pieca garncarskiego lub kuchni (T.Kordacki, Z.Firek 1982). To prawdopodobnie relikt hypocaustum. W tym samym roku odsłonięto także (podczas prac ziemnych) ceglane łuki, przy wschodniej ścianie domku szwajcarskiego; podobne zostały zauważone także w palenisku typu hypocaustum. Niestety owe łuki nie zachowały się do czasów XXI wieku.
Z kolei na klombie, na wysokości wjazdu do zamku odkryto bruk kamienny, który od północy był ograniczony dużymi głazami. O „wielkim dziedzińcu”, wyłożonym owym brukiem, wspominał już W.H. Gawarecki w 1844 roku.
Na przełomie XX i XXI wieku odsłonięto również mur ceglany, zbudowany na zaprawie wapiennej na fundamencie kamiennym, z luźno ułożonymi kamieniami o wysokości 1m. W tym miejscu znajdował się budynek gospodarczy zwany „Murowanką”, wybudowany w XIX wieku, a zburzony w latach 60. XX wieku.

## Historia Muzeum

### Trudne początki
Zorganizowano muzeum już w roku 1948, a otwarto – 16 lutego 1949. Zamek został zachowany między innymi dzięki staraniom ówczesnego wojewódzkiego konserwatora zabytków w Łodzi Zbigniewa Cieklińskiego. Dzięki jego staraniom rozpoczęto remont zabezpieczający.
Pierwszym dyrektorem muzeum (Ośrodka Muzealnego) została wiosną 1948 roku Wanda z Zaleskich Kurnatowskich (ur. 1885). Przed wojną studiowała nauki przyrodnicze w Paryżu ze specjalizacją w kwiaciarstwie i parkoznawstwie. W czasach międzywojennych podróżowała po Europie, by zgłębiać tajniki sztuki, która stanowiła jej hobby. Zamieszkała w zamku, w którym warunki były bardzo trudne. Brakowało pieniędzy, a pensje były bardzo niskie, dodatkowo na zamku mieszkali nieproszeni lokatorzy, którzy dewastowali obiekt. Wielokrotnie interweniowała u Naczelnej Dyrekcji Muzeów w Warszawie. Lepsze okresy przebiegały na przemian z trudnymi, mimo iż w 1950 roku dotarła do generalnego konserwatora zabytków, prof. Jana Zachwatowicza. Pisała w jednym z listów: „pieniędzy, ani węgla nie ma i byłoby beznadziejnie, gdyby nie to piękno, które otacza i które pozwala o wszystkim zapomnieć...” W 1949 roku muzeum odwiedziło 814 osób, mimo licznych trudności organizacyjnych. Wanda Kurnatowska starała się poszerzać kolekcje muzealne, gdyż po wojnie zachowały się na zamku jedynie dwa lustra z żardinierami, pozostałe po rodzinie Orsettich. Pierwsze wystawy dotyczyły kultury szlacheckiej, by ukazać wielowiekowe tradycje staropolskiego dworu, przerwane wybuchem II wojny. Z powodów politycznych, w formalnych zapisach użyto określenia „ekspozycja stylowych wnętrz mieszkalnych”. Na wystawach były wtedy portrety z XVIII wieku, kopie portretowe Lubomirskich z Kruszyny i neorenesansowe meble z pałacu w Walewicach, później zwrócone. W 1952 w muzeum było 179 eksponatów – głównie mebli, drobnych przedmiotów oraz kopie obrazów Rembrandta czy van Dycka. W 1951 roku udało się Wandzie Kurnatowskiej przejąć pobliski ogród dworski ze szklarnią i zabudowaniami (gdzie obecnie, po wielu latach, udało się urządzić pokoje gościnne).  Pierwsza dyrektor placówki zmarła 22 maja 1952 i została pochowana na cmentarzu w Oporowie.
Następnie muzeum było krótko kierowane przez Józefa Sudelika, Ludwikę Grabiankę, a od 1954 do 1961 roku – przez Jerzego Masteja, panowie ci posiadali wykształcenie średnie i pełnili w muzeum wyłącznie funkcję administratorów. W tamtym czasie obiekt w Oporowie podlegał pod Muzeum Sztuki w Łodzi, które użyczało w depozyt swe niektóre eksponaty. Jerzy Mastej zabiegał też o pofabrykanckie dzieła sztuki, zachowane w świetlicach zakładowych w Łodzi. Jeszcze do 1957 na zamku była siedziba gminnej biblioteki, w tym samym roku składnica muzealna otrzymała prawa muzeum. Ponadto za jego czasów porządkowano park i uzupełniano jego drzewostan oraz nieskutecznie próbowano pozbyć się lokatorów zamku (ostatniego usunięto dopiero w latach 80., czy też nawet 90. XX wieku).

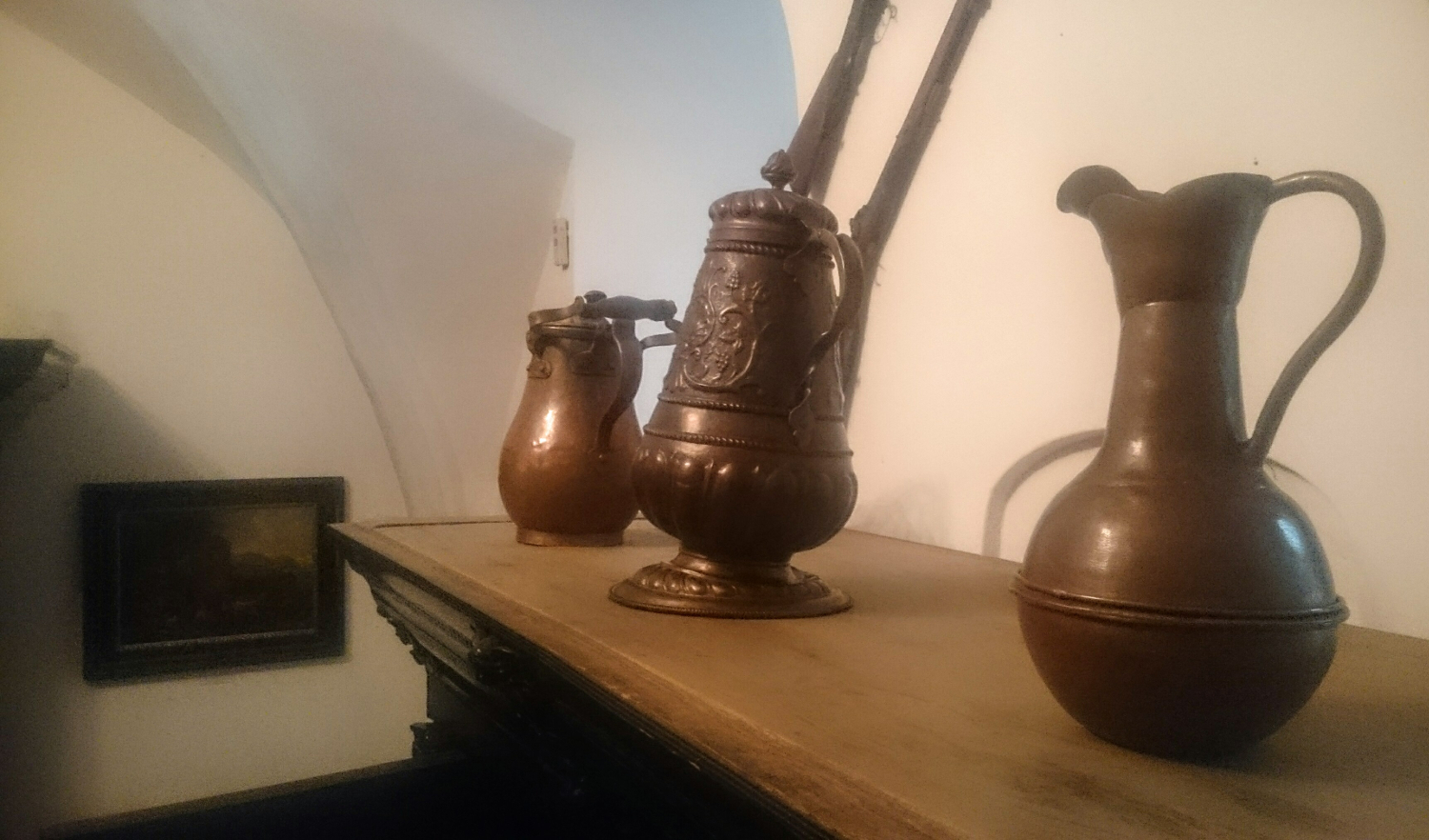
Fragment ekspozycji muzealnej w sali zwanej skarbczykiem

### Znaczny rozwój
1 listopada 1961 roku dyrektorem muzeum została Grażyna z Kinów Majewska, później Rzymkowska, historyk sztuki i absolwentka Uniwersytetu im. Adama Mickiewicza w Poznaniu. Kierowała placówką aż do 2006 roku, przez 45 lat dzięki jej działaniom stan muzeum i całego zamku znacznie się poprawił. Za zasługi w dziedzinie muzealnictwa oraz działalność społeczną, została odznaczona Medalem „Zasłużony Kulturze Gloria Artis” przez ministra kultury i inne odznaczenia.
Prace konserwatorskie i remontowe przeprowadzono na szeroką skalę w latach 1962-1965. Odkryto w tym czasie między innymi polichromowane stropy, gotyckie portale, a także różne skrytki, gdzie zachowały się zabytkowe przedmioty, pozostałości po poprzednich właścicielach, w tym schowek z bronią z przełomu XVIII i XIX wieku, którego zawartość eksponowana jest obecnie w zamkowej zbrojowni. W 1968 pozyskano w depozyt od pobliskiego klasztoru, a w 1973 zakupiono cztery portrety rodziny Sołłohubów, byłych właścicieli Oporowa.
W późniejszych latach pozyskiwano także inne przedmioty z różnych epok, które miały ubogacić kolekcje muzealne. Pieniądze na ten cel pochodziły zarówno od Ministra Kultury, jak i prywatnych sponsorów. Udało się zdobyć wiele cennych obrazów polskich i zagranicznych malarzy (Louis de Silvestre, Józefa Pitschmanna, Hermanna Verelsta), tkanin (z gobelinem flamandzkim, ze zbiorem pasów kontuszowych), wyrobów artystycznych ze srebra, kości słoniowej, ceramiki, szkła oraz cyny, zbiorem broni białej i palnej, uzbrojenia ochronnego.
W tym czasie rozwinęły się również badania naukowe – architektoniczne i archeologiczne zamku i jego okolic. Ponadto cały czas wykonywano prace rewaloryzacyjne w parku. Muzeum opublikowało wiele dzieł na temat historii Oporowa: materiały z sesji naukowych kolekcje zbiorów, prace monograficzne i informatory turystyczne.
Pracownicy muzeum pod przewodnictwem Grażyny Kin-Rzymkowskiej-Majewskiej pomagali także rozwijać pobliskie placówki muzealne – Muzeum Bitwy nad Bzura w Kutnie, otwarte 1969 oraz Muzeum Regionalne w Kutnie 1981. Wszystkie te muzea współpracowały Komisją Opieki nad Zabytkami w Kutnie.

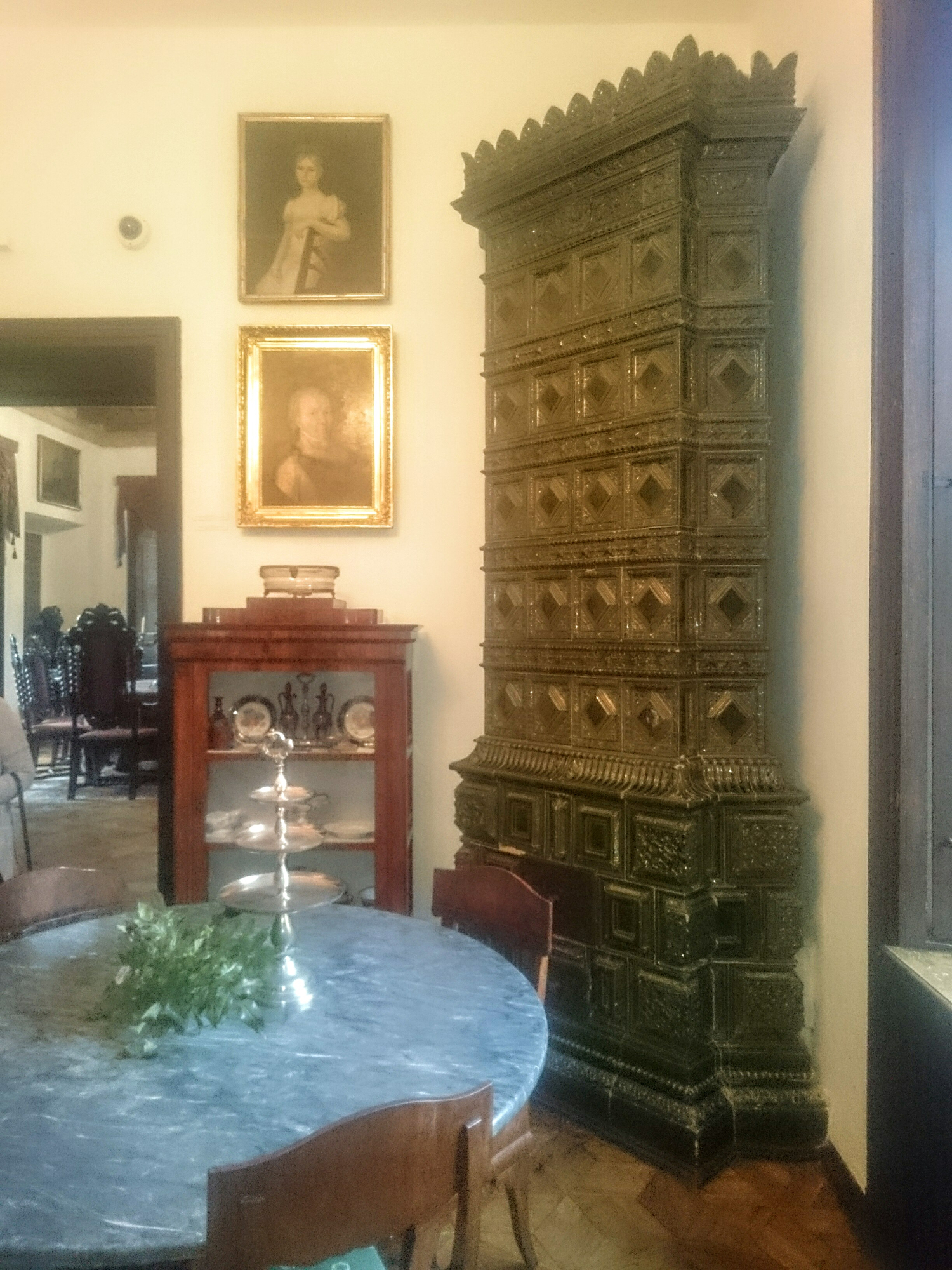
Piec późnorenesansowy w sali dużej, z końca XVI wieku

#### Oporów w filmach i serialach

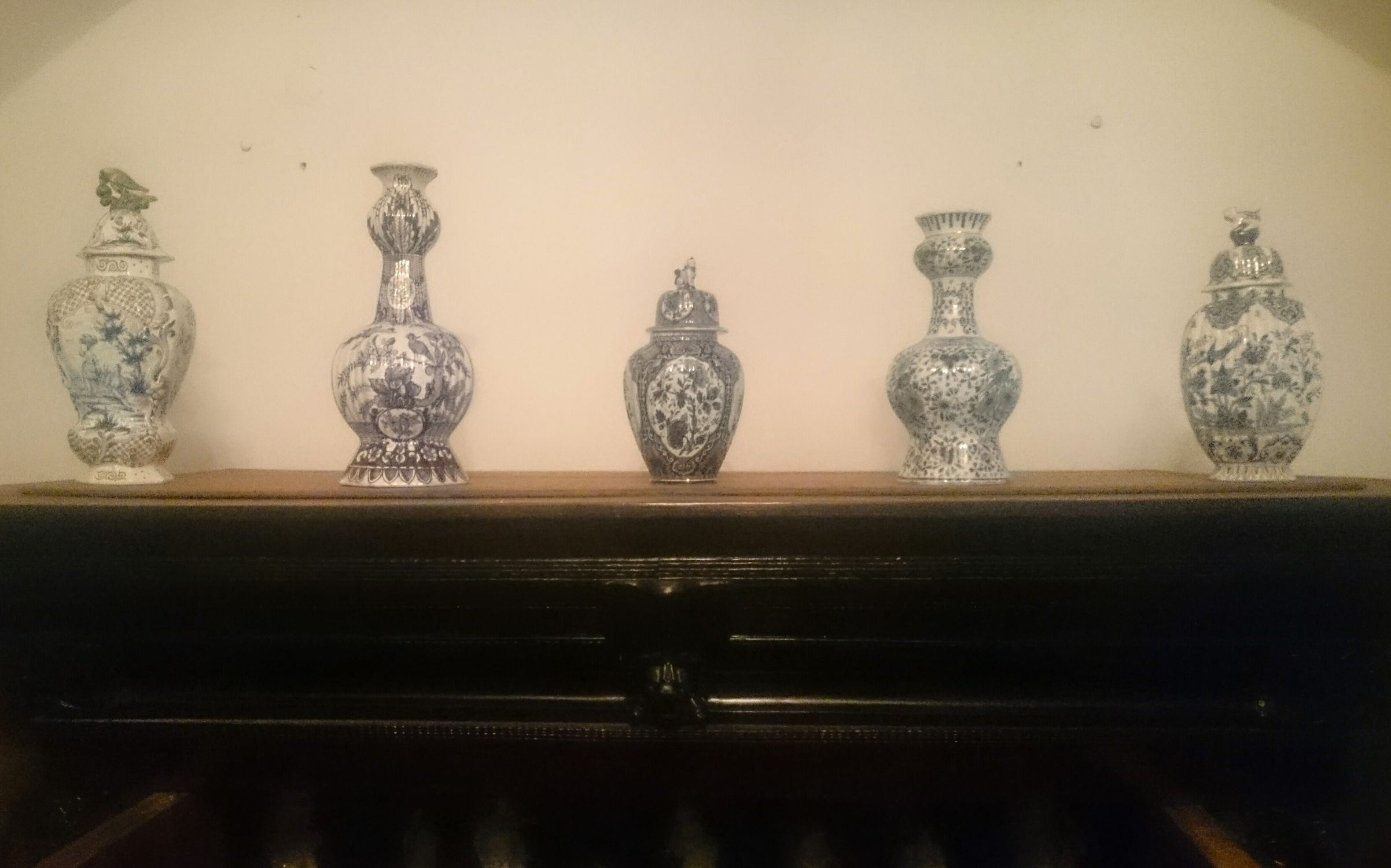
Wazony fajansowe z Delftu z XVIII wieku

Koncerty dawnej muzyki i wieczory poetycko-muzyczne odbywają się tu już od lat 60. XX wieku. Oporowskie wnętrza gościły także wiele ekip filmowych, dzięki czemu można podziwiać zamek w różnych polskich produkcjach. Spośród filmów fabularnych i dokumentalnych, programów muzycznych i spektakli telewizyjnych, wymienić można między innymi:
- „Duch z Canterville” (1967) – ekranizacja powieści Oscara Wilde’a[54]
- „Rycerze i rabusie. Przypadki starościca Wolskiego” (1984)
- „Konwój” (1987)
- „Ekstradycja” (1994) – zamek był serialową siedzibą mafii, kwitł tutaj handel narkotykami[54]
- „Duchy, zamki i upiory” (1994)
- „Horsztyński” (1995) – spektakl telewizyjny[82]
- „Pan Tadeusz” (1998)
- „Przeprowadzki” (2000)

### Muzeum w XXI wieku
W 2007 roku dyrektorem muzeum została Anna Majewska-Rau, konserwatorka dzieł sztuki ze specjalnością w malarstwie oraz rzeźbie polichromowanej, specjalistka ochrony zabytków.
Na zamku prowadzone są liczne sesje naukowe, praktyki studenckie, plenery malarskie i fotograficzne. Działalność dydaktyczna skierowana jest również do dzieci i młodzieży, ponadto pracownicy muzeum wykładają na uniwersytecie trzeciego wieku. Zamek bywa także miejscem rekonstrukcji historycznych, w 2008 roku przez dwa dni Regiment Króla Jego Mości zaprezentowała pokaz musztry wojskowej oraz ćwiczenia w strzelaniu z muszkietów. Żywe lekcje historii również są częste w Oporowie, w 2008 roku Towarzystwo Jazdy Dawnej opowiadało o życiu mieszkańców zamku w XVII wieku, przygotowali też pokaz strojów i broni z tego okresu.
Ponadto, zamek jest wynajmowany przez nowożeńców na wesela i przyjęcia, które odbywają się w zamkowych salach lub na dziedzińcu.
Muzeum – Zamek w Oporowie od roku 2007 posiada status Muzeum Rejestrowanego, co potwierdza jego wysoki poziom oraz znaczenie zbiorów. W roku 2009 cała placówka została uhonorowana Srebrnym Medalem „Zasłużony Kulturze Gloria Artis”.
W 2014 roku spadkobiercy ostatnich właścicieli obiektu – rodzina Karskich, zwróciła się do sądu o zwrot mienia, zabranego rodzinie w 1944 roku, w wyniku reformy rolnej .
W 2015 roku Minister Rolnictwa i Rozwoju Wsi przychylił się do wniosku spadkobierców rodziny Karskich, by przekazać obiekt w ich władanie. Od decyzji odwołało się Starostwo Powiatowe w Kutnie, czyli obecny właściciel zamku, jednakże Wojewódzki Sąd Administracyjny w Łodzi skargę oddalił.

## Park

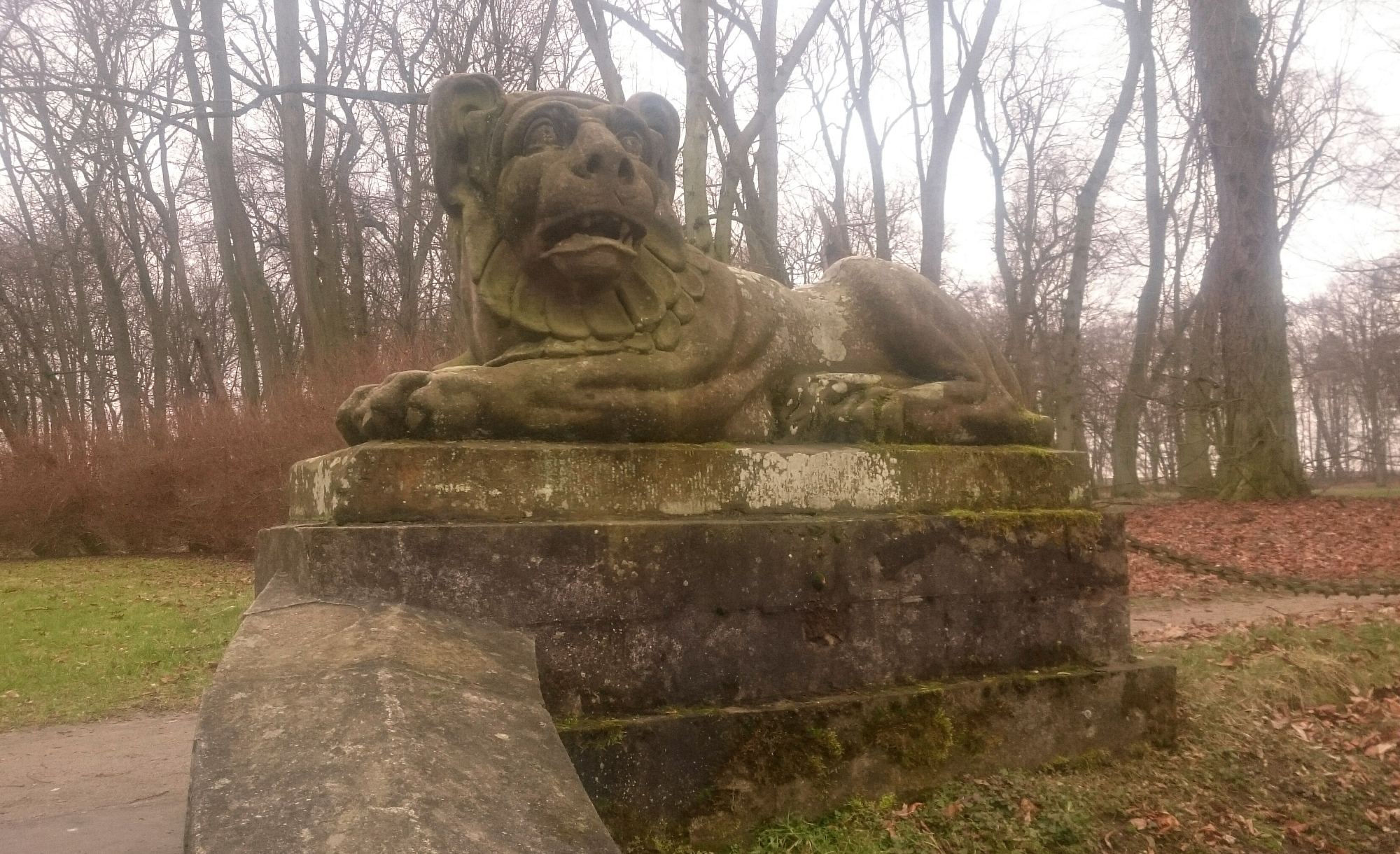
Rzeźba lwa w parku

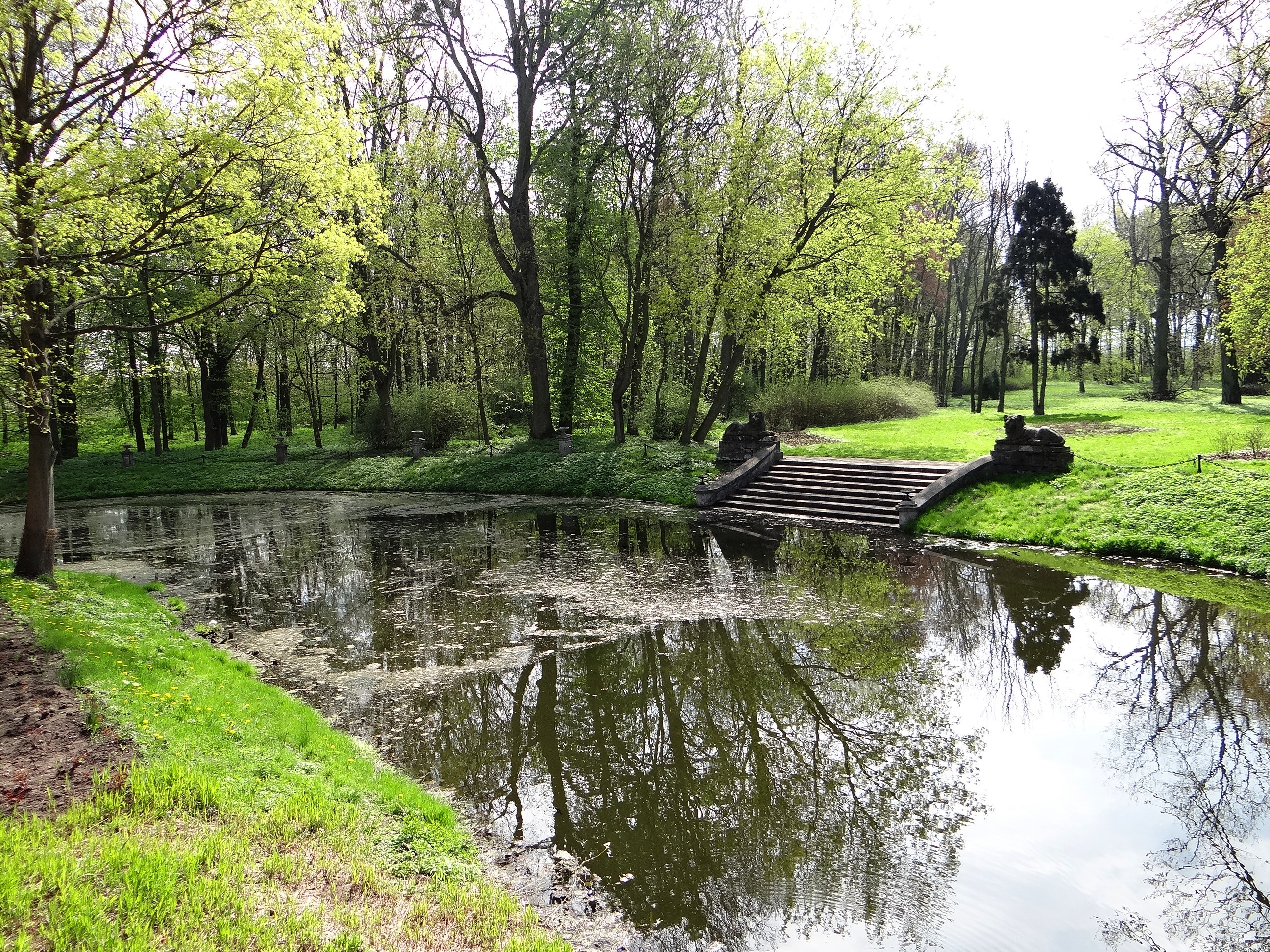
Widok na zamkową fosę i park w maju

Park w Oporowie ma powierzchnię 10 hektarów, jego historia sięga XVII wieku. Ograniczony jest lokalne drogi (od północy i zachodu) oraz rzeka Słudwia (od wschodu) i rów od południa.
Wjazd do parku odbywa się przez bramy od zachodu i północy, z inicjałami Wilhelma Orsettiego.
Teren parku opada w stronę Słudwi, na północny zachód. Dwa stawy i fosa przy zamku połączone są ze stawami, położonymi na północ od parku, a całość jeszcze z pobliską rzeką Słudwią, dzięki czemu zapewniony jest stały dopływ wody.
W parku jest duża polana o kształcie prostokąta (wymiary 68 na 150m), otoczona lipami i grabami, widać także niewielki kopiec w części środkowej. Zdaniem Gerarda Ciołka, mógł być to fragment ogrodu renesansowego. Aleja kasztanowców prowadzi od zachodniej bramy, w stronę zamku, natomiast kolejna szeroka aleja, o szerokości około 8m, dochodzi do zamku od bramy północnej. Pozostałe aleje parkowe są znacznie węższe, obiegają one cały park. Na południe od zamku – przy fosie, utworzono kamienne schody, z dwoma kamiennymi rzeźbami lwów.
Drzewostan parkowy jest zróżnicowany. Niestety przez brak wystarczającej pielęgnacji przez wiele lat uschła część starych rosnących przy fosie. Obecnie w większości występują klony, kasztanowce, graby, jesiony, lipy, topole białe i robinie, a także olsze, w części północno-wschodniej. Część z nich wykorzystano do formowania alei, głównie kasztanowce i graby. Z rzadszych gatunków i odmian warto wymienić między innymi: kłęk kanadyjski, lipa amerykańska, klon jawor odmiany Schwedlerii, buk odmiany purpurowej, orzech czarny, jesion odmiany zwisającej czy dąb szypułkowy odmiany stożkowatej.
W parku są też budowle, dwie z nich – domek szwajcarski i oficyna zostały już omówione przy opisie przedzamcza. Natomiast po drugiej stronie parku znajduje się dom ogrodnika, obecnie siedziba gminnej biblioteki. Budynek ma wymiary 8,8 na 14,85 m. Jest murowany i parterowy, dwutraktowy, sień odsunięta z osi na prawo, wnętrze ogrzewane trzema piecami kaflowymi z XIX wieku.